# 大塚浩
大塚 浩（おおつか ひろし　1940年12月12日 - ）は、東京都新宿区出身の元アナウンサー。

## 来歴・人物
東洋大学経済学部経済学科卒業後、1964年4月に新潟放送へ入社。同期には上野勝、大倉修吾、平林勝芳がいる。
入社2ヶ月後の6月16日には新潟地震が発生するが、翌17日にラジオで放送された災害特別番組ではヘリコプターからの被害の状況を伝えた。
1979年には第5回アノンシスト賞ラジオCM部門で受賞。
別冊ラジオパラダイス「DJ名鑑」（1987年刊）には、「大洋ホエールズ、KUWATA BAND、井上陽水、ビートルズ、F1レースを徹底的に応援している」と紹介されている。
柔道初段（1988年の時点）。原子力発電所取材のために取得したという放射線業務従事者の資格を持っている。

## 出演番組
テレビ
- 大塚浩のゆうたいむ
- ダイナミック競馬
- ドキュメント 新潟は今[1]

ラジオ
- BSNラジオ競馬中継
- はればれワイドにっこり大放送[1]

## 主な実況歴
- 新潟ステークス（1978年）
- 新潟大賞典（1981年、1982年、1988年）
- アラブ王冠 (秋)（1980年）
- ラジオたんぱ賞（1989年）
- 七夕賞（1974年）
- 関屋記念（1975年〜1978年、1981年、1983年、1990年）
- 新潟記念（1974年、1975年、1978年、1980年、1982年、1988年〜1990年）
- 新潟3歳ステークス（1981年〜1983年、1988年、1991年）
- 京王杯オータムハンデキャップ（1988年）
- オールカマー（1988年）
- セントライト記念（1988年）
- クイーンステークス（1988年）